# Phuthaditjhaba
Phuthaditjhaba är en ort i Fristatsprovinsen i Sydafrika. Den hade 56 251 invånare år 2011.